# Transplante cardíaco heterotópico
Transplante de coração heterotópico ou transplante cardíaco heterotópico (ou em inglês “piggyback” heart transplant) é um procedimento cirúrgico no qual o coração do doador é ligado ao coração do recetor sem remoção do órgão do recetor.
Este procedimento foi desenvolvido na Cidade do Cabo, há cerca de 50 anos, pelo cirurgião cardíaco Christiaan Barnard (também responsável pela realização do primeiro transplante ortotópico). 

## Primeiro transplante
A primeira vez que Christiaan Barnard realizou este procedimento foi a 25 de novembro de 1974 num paciente com 59 anos, com historial de 10 anos de isquemia cardíaca (ou doença arterial coronária), fumador, diabético e com um elevado limiar renal de glicose; recorrendo ao uso do coração de uma jovem de 10 anos que morreu num acidente de viação. O coração do paciente manteve o seu batimento durante todo o procedimento médico e o coração da doadora começou a bater espontaneamente num ritmo sinusal logo após o restabelecimento da circulação coronária. No mês posterior à cirurgia o paciente sofreu de vários problemas cardíacos e do sistema circulatório, mas recuperou e ficou estável 1 mês após a operação. 

## Segundo transplante
O seu segundo paciente foi um homem de 47 anos, com um longo historial de doença cardíaca reumática e insuficiência aórtica que foi operado a 31 de dezembro de 1974, data em que recebeu o coração de uma jovem de 17 anos que morreu devido a grave lesões na cabeça após um acidente de mota. Tal como na primeira cirurgia, o coração doado começou a bater assim que a circulação coronária foi restabelecida, mas neste caso o coração do paciente teve de ser eletricamente desfibrilado para começar o seu normal batimento. Ao contrário do primeiro procedimento, o paciente teve uma recuperação rápida e sem complicações. 

## Situações aplicáveis
Os transplantes cardíacos heterotópicos são usados, principalmente, em duas situações: quando o paciente sofre de hipertensão arterial pulmonar e quando o coração do doador é muito pequeno para desenvolver as suas funções sem auxílio. 
Outra situação que pode levar os médicos a escolher fazer um transplante de coração heterotópico é o caso de pacientes (principalmente crianças) que estejam na lista de transplante de coração-pulmão; nestes casos pode ser mais viável realizar apenas o transplante de coração porque, geralmente, o tempo de espera é mais curto se só se transplantar o coração e a sobrevivência a longo prazo é maior para transplante de coração apenas. 
Outra vantagem deste tipo de transplante é o facto de o coração do paciente poder servir de bomba auxiliar em casos de extrema rejeição e disfunção temporária do coração transplantado. 

## Casos de hipertensão arterial pulmonar
Nos casos de hipertensão arterial pulmonar a pressão sanguínea é muito elevada na artéria pulmonar (artéria responsável pelo transporte de sangue do coração para os pulmões) o que, frequentemente, acontece a pessoas com cardiomiopatia.
Em síntese, a fragilidade do lado esquerdo do coração (lado que bombeia sangue para o corpo) cria um bloqueio que causa o aumento de pressão sanguínea nos pulmões que se prolonga pela artéria pulmonar até ao lado direito do coração; o lado direito do coração de indivíduos com esta condição é maior porque se adaptou à pressão excessiva. 
Este problema não pode ser resolvido apenas com um transplante ortotópico porque o novo coração não é capaz de se adaptar à pressão elevada rápido o suficiente, logo a opção mais viável é manter o coração do paciente e transplantar o coração do doador. 